# Урнякский сельсовет
Урнякский сельсовет — муниципальное образование в Чекмагушевском районе Башкортостана.
Согласно «Закону о границах, статусе и административных центрах муниципальных образований в Республике Башкортостан» имеет статус сельского поселения.

## Состав
с. Урняк,
с. Аблаево,
с. Бардаслы,
д. Киндеркулево,
с. Кусекеево,
д. Кызыл-Юлдуз,
д. Нур,
д. Яш-Куч.

## Население
| 2002  | 2009  | 2010  | 2012  | 2013  | 2014  | 2015  |
| ----- | ----- | ----- | ----- | ----- | ----- | ----- |
| 3060  | ↘2957 | ↘2535 | ↘2460 | ↘2368 | ↘2310 | ↘2228 |
| 2016  | 2017  | 2018  |       |       |       |       |
| ↘2179 | ↘2137 | ↘2092 |       |       |       |       |